# Zdrowie psychiczne
Zdrowie psychiczne – dobrostan na poziomie poznawczym, behawioralnym, emocjonalnym i społecznym. Zdrowie psychiczne jest nieodłącznym i ważnym aspektem zdrowia. Zgodnie z definicją Światowej Organizacji Zdrowia: „Zdrowie psychiczne oznacza dobrostan, w którym jednostka uświadamia sobie własne możliwości, potrafi radzić sobie z normalnymi stresami życiowymi, może produktywnie pracować i jest w stanie wnieść wkład do swojej społeczności”. Zdrowie psychiczne obejmuje m.in. subiektywne poczucie dobrostanu, poczucie własnej skuteczności, autonomię, kompetencje, zależność międzypokoleniową oraz samorealizację własnego potencjału intelektualnego i emocjonalnego. Zgodnie z nowszymi opracowaniami, szczególną rolę przypisuje się tu rozwijaniu samoświadomości jako podstawy skutecznej profilaktyki zdrowia psychicznego. 

Ze względu na wieloznaczność i ogólnikowość terminu, pojęcie zdrowia psychicznego jest w różny sposób kategoryzowane i uściślane, choć przeważa pogląd, iż nie istnieje jedna i bezwzględnie uniwersalna definicja zdrowia psychicznego, nie ma jednej, „oficjalnej” definicji, ponieważ (według WHO) różnice kulturowe, subiektywne odczucia oraz rywalizujące ze sobą profesjonalne teorie wpływają na to, jak termin ten jest rozumiany. Jedynym aspektem, z którym zgadza się większość ekspertów jest to, że zdrowie psychiczne i zaburzenie psychiczne nie są do siebie przeciwstawne, czyli brak rozpoznanej choroby psychicznej nie musi oznaczać zdrowia psychicznego.

## Typologia definicji
Definicje medyczne – określają zdrowie psychiczne jako niewystępowanie objawów psychopatologicznych, homeostazę w procesach fizjologicznych, brak defektów w strukturze i funkcjach psychicznych,
Definicje psychologiczne – określają jako zdolność do twórczego rozwoju i samorealizacji, akceptację i poczucie własnej wartości i tożsamości, zdolność osiągania satysfakcji z życia, realistyczną percepcję rzeczywistości,
Definicje socjologiczne – jako zdolność przystosowania się jednostki do norm kulturowych i środowiska społecznego, uwewnętrzniania norm w przebiegu socjalizacji, umiejętności prawidłowej koegzystencji w grupie i właściwego funkcjonowania w rolach społecznych.

## Przykłady definicji
Według Marii Jahody jednostka zdrowa psychicznie to:
- jednostka aktywnie przystosowująca się do otoczenia, usiłująca spełniać wymagania otoczenia bez utraty indywidualności
- jednostka charakteryzująca się spójną oraz zintegrowaną osobowością
- jednostka postrzegająca siebie i świat adekwatnie do sytuacji i własnych możliwości, czasami niezależnie od własnych potrzeb (brak egoizmu z zachowaniem egocentryzmu).

Według Kazimierza Dąbrowskiego zdrowie psychiczne to zdolność do rozwoju w kierunku wszechstronnego rozumienia, przeżywania, odkrywania i włączenia się w coraz wyższą hierarchię rzeczywistości i wartości, aż do ideału indywidualnego i społecznego.